# Bilheteria dos cinemas no Brasil em 2008
Lista com o valor da arrecadação em reais e o público dos principais filmes lançados nos cinemas de todo o Brasil no ano de 2008.

## Arrecadação nos fins de semana
| Data            | Filme                                         | Arrecadação (R$) | Notas                                                                                     |
| --------------- | --------------------------------------------- | ---------------- | ----------------------------------------------------------------------------------------- |
| 6 de janeiro    | A Bússola de Ouro                             | R$ 1 809 205     |                                                                                           |
| 13 de janeiro   | Meu Nome Não é Johnny                         | R$ 2 090 007     | Filme nacional, segunda semana em cartaz; maior bilheteria de um filme brasileiro em 2008 |
| 20 de janeiro   | Eu Sou a Lenda                                | R$ 4 991 476     | Maior número de semanas na liderança em 2008                                              |
| 27 de janeiro   | Eu Sou a Lenda                                | R$ 2 905 120     | Maior número de semanas na liderança em 2008                                              |
| 3 de fevereiro  | Eu Sou a Lenda                                | R$ 1 444 430     | Maior número de semanas na liderança em 2008                                              |
| 10 de fevereiro | Eu Sou a Lenda                                | R$ 1 153 150     | Maior número de semanas na liderança em 2008                                              |
| 17 de fevereiro | Vestida para Casar                            | R$ 1 047 719     |                                                                                           |
| 24 de fevereiro | Juno                                          | R$ 1 410 950     |                                                                                           |
| 2 de março      | Rambo 4                                       | R$ 1 261 748     |                                                                                           |
| 9 de março      | 10.000 a.C.                                   | R$ 2 748 109     |                                                                                           |
| 16 de março     | Horton e o Mundo dos Quem!                    | R$ 2 379 690     |                                                                                           |
| 23 de março     | Horton e o Mundo dos Quem!                    | R$ 1 530 593     |                                                                                           |
| 30 de março     | Jumper                                        | R$ 2 048 878     |                                                                                           |
| 6 de abril      | Jumper                                        | R$ 1 484 585     |                                                                                           |
| 13 de abril     | Jumper                                        | R$ 832 847       |                                                                                           |
| 20 de abril     | Super-Herói: O Filme                          | R$ 2 005 801     |                                                                                           |
| 27 de abril     | Super-Herói: O Filme                          | R$ 1 186 092     |                                                                                           |
| 4 de maio       | Homem de Ferro                                | R$ 5 680 662     |                                                                                           |
| 11 de maio      | Homem de Ferro                                | R$ 3 004 645     |                                                                                           |
| 18 de maio      | Homem de Ferro                                | R$ 2 467 399     |                                                                                           |
| 25 de maio      | Indiana Jones e o Reino da Caveira de Cristal | R$ 6 038 139     |                                                                                           |
| 1 de junho      | As Crônicas de Nárnia: Príncipe Caspian       | R$ 3 756 336     |                                                                                           |
| 8 de junho      | As Crônicas de Nárnia: Príncipe Caspian       | R$ 2 577 868     |                                                                                           |
| 15 de junho     | O Incrível Hulk                               | R$ 2 833 654     |                                                                                           |
| 22 de junho     | Agente 86                                     | R$ 2 026 300     |                                                                                           |
| 29 de junho     | WALL-E                                        | R$ 2 355 592     |                                                                                           |
| 6 de julho      | Hancock                                       | R$ 5 561 912     |                                                                                           |
| 13 de julho     | Hancock                                       | R$ 3 346 785     |                                                                                           |
| 20 de julho     | Batman - O Cavaleiro das Trevas               | R$ 7 102 500     | Maior bilheteria em 2008                                                                  |
| 27 de julho     | Batman - O Cavaleiro das Trevas               | R$ 4 992 475     |                                                                                           |
| 3 de agosto     | A Múmia: A Tumba do Imperador Dragão          | R$ 4 872 112     |                                                                                           |
| 10 de agosto    | A Múmia: A Tumba do Imperador Dragão          | R$ 1 154 427     |                                                                                           |
| 17 de agosto    | A Múmia: A Tumba do Imperador Dragão          | R$ 1 799 329     |                                                                                           |
| 24 de agosto    | O Procurado                                   | R$ 2 238 922     |                                                                                           |
| 31 de agosto    | O Procurado                                   | R$ 1 385 025     |                                                                                           |
| 7 de setembro   | Hellboy 2 - O Exército Dourado                | R$ 1 355 060     |                                                                                           |
| 14 de setembro  | Mamma Mia! - O Filme                          | R$ 1 387 125     |                                                                                           |
| 21 de setembro  | Mamma Mia! - O Filme                          | R$ 1 097 697     |                                                                                           |
| 28 de setembro  | Controle Absoluto                             | R$ 861 225       |                                                                                           |
| 5 de outubro    | Super Heróis - A Liga da Injustiça            | R$ 1 949 692     |                                                                                           |
| 12 de outubro   | As Duas Faces da Lei                          | R$ 1 471 596     |                                                                                           |
| 17 de outubro   | Amigos, Amigos, Mulheres à Parte              | R$ 1 091 019     |                                                                                           |
| 24 de outubro   | High School Musical 3 - Ano de Formatura      | R$ 3 919 203     |                                                                                           |
| 2 de novembro   | High School Musical 3 - Ano de Formatura      | R$ 2 011 539     |                                                                                           |
| 9 de novembro   | 007 Quantum of Solace                         | R$ 4 746 672     |                                                                                           |
| 16 de novembro  | 007 Quantum of Solace                         | R$ 2 906 029     |                                                                                           |
| 23 de novembro  | 007 Quantum of Solace                         | R$ 1 804 948     |                                                                                           |
| 30 de novembro  | Queime Depois de Ler                          | R$ 1 082 057     |                                                                                           |
| 7 de dezembro   | Queime Depois de Ler                          | R$ 737 876       |                                                                                           |
| 14 de dezembro  | Madagascar 2 - A Grande Escapada              | R$ 7 501 787     | Maior estreia do ano; maior bilheteria acumulada do ano                                   |
| 21 de dezembro  | Madagascar 2 - A Grande Escapada              | R$ 4 438 606     |                                                                                           |
| 28 de dezembro  | Madagascar 2 - A Grande Escapada              | R$ 3 585 993     |                                                                                           |

## Arrecadação total
Atualizada até 1 de Março de 2009.
| #  | Filme                                         | Faturamento   | Público   |
| -- | --------------------------------------------- | ------------- | --------- |
| 1  | Madagascar 2 - A Grande Escapada a            | R$ 38 064 213 | 5 159 238 |
| 2  | Batman – O Cavaleiro das Trevas               | R$ 32 773 928 | 4 026 563 |
| 3  | Kung Fu Panda                                 | R$ 26 762 664 | 3 804 841 |
| 4  | Homem de Ferro                                | R$ 23 410 952 | 2 811 622 |
| 5  | Indiana Jones e o Reino da Caveira de Cristal | R$ 21 775 246 | 2 473 213 |
| 6  | Hancock                                       | R$ 21 635 690 | 2 704 042 |
| 7  | Meu Nome Não é Johnny                         | R$ 18 365 978 | 2 115 331 |
| 8  | Eu Sou a Lenda                                | R$ 18 272 984 | 2 205 254 |
| 9  | A Múmia: A Tumba do Imperador Dragão          | R$ 17 467 650 | 2 217 174 |
| 10 | 007- Quantum of Solace                        | R$ 16 321 222 | 1 851 477 |
| 11 | Crepúsculo b                                  | R$ 14 773 747 | 1 842 347 |
| 12 | Marley & Euc                                  | R$ 14 522 865 | 1 658 701 |
| 13 | High School Musical 3 - Ano de Formatura      | R$ 12 852 534 | 1 746 300 |
| 14 | As Crônicas de Nárnia: Príncipe Caspian       | R$ 12 163 138 | 1 593 825 |
| 15 | Viagem ao Centro da Terra - O Filme           | R$ 10 737 652 | 1 280 823 |
| 16 | WALL-E                                        | R$ 10 097 298 | 1 401 438 |
| 17 | Alvin e os Esquilos                           | R$ 9 583 647  | 1 401 392 |
| 18 | 10.000 a.C.                                   | R$ 9 538 072  | 1 173 893 |
| 19 | Horton e o Mundo dos Quem!                    | R$ 8 894 895  | 1 188 460 |
| 20 | O Incrível Hulk                               | R$ 8 454 953  | 1 090 715 |

↑a  Em 31 de Dezembro: 3 585 993 espectadores, R$ 24 737 264 de faturamento

↑b  Em 31 de Dezembro: 871 558 espectadores, R$ 7 560 730 de faturamento

↑c  Em 31 de Dezembro: 317 308 espectadores, R$ 3 249 062 de faturamento